# 洛阿諾戰役
洛阿諾戰役發生於1795年11月23日至24日，是第一次反法同盟義大利戰役的一場戰役。巴爾泰勒米·謝雷爾率領的法國義大利方面軍在安德烈·馬塞納決定性的衝鋒下擊敗了神聖羅馬帝國和薩丁尼亞的聯軍。

## 註腳
1. ↑  Smith, p 108